# FM Волка
FM Волка (лат. FM Lupi) — одиночная переменная звезда в созвездии Волка на расстоянии (вычисленном из значения параллакса) приблизительно 17023 световых лет (около 5219 парсеков) от Солнца. Видимая звёздная величина звезды — от +15,2m до +11,4m.

## Характеристики
FM Волка — оранжево-красная пульсирующая переменная звезда, мирида (M) спектрального класса Me. Эффективная температура — около 3300 K.